# 星暹日報
「星暹日報」（しんしやんいぱお、簡体字:星暹日报 タイ語:ซิงเสียนเยอะเป้า 英語：Sing Sian Yer Pao） は、タイ王国の華語日刊新聞。星暹日報社が1950年6月23日に創刊。創刊者の子孫が中国語が分からず、経営を引き継ぐことを断念した為、経営が中華人民共和国系資本に移転するとともに、繁体字に替わり簡体字に変更されるに至った。タイ国内における中華人民共和国の影響力拡大の道具として利用されているというタイ華人からの批判もある。

## 概要
タイガーバームの販売で著名な華僑胡文虎が東南アジアの諸都市、中国南部に創設した星新聞系列の一つとして創刊。1954年に文虎が亡くなると息子、胡蛟がグループを継承 。
1971年（仏暦2514年）より胡文虎の弟（胡文豹）の娘婿李益森が社主を務める。編集長はネートラー・ルータイヤーノン(เนตรา ฤทัยยานนท์）。
しかし、益森も高齢となり引退を決断。そこへ中国広東省広州市を本拠とする省政府系の南方報業伝媒集団が資本参加を決める。2010年（仏暦2553年）11月26日、創刊以来初めてとなる題字と版組のフルリニューアルを行う。新しい版組は、マレーシアやシンガポールで出されている星系列紙の『星洲日報』やタイでは台湾系のライバル紙『泰國世界日報』と同じく横組み左書きに変更され、DTP組版に完全対応した。また、南方日報の支援を得て本格的な電子版配信や中国版twitterといえる微博の活用など新たな展開にも乗り出した。
さらに2012年（仏暦2555年）2月、字体をそれまでの繁体字から簡体字に変更。タイに6紙ある華語朝刊紙のうち、初の簡体字紙となった。
月曜日から土曜日まで10バーツ。日曜日は5バーツ。星暹日報社は現在ポーンプラープ区ジャルーンクルン通りのSAB交差点（สี่แยกเอสเอบี）に位置する。社屋はかつてのベルギー資本のサベナ・ベルギー航空社（Société Anonyme Belge）の建物である。